# Theridion impegrum
Theridion impegrum är en spindelart som beskrevs av Eugen von Keyserling 1886. Theridion impegrum ingår i släktet Theridion och familjen klotspindlar. Inga underarter finns listade i Catalogue of Life.